# Provincia de Chieti
Chieti (en italiano Provincia di Chieti) es una provincia italiana de la región de los Abruzos, en el sur de Italia. Su capital es la ciudad de Chieti.
Tiene un área de 2588 km², y una población total de 381.993 hab. (2001). Hay 104 municipios en la provincia (fuente: ISTAT, véase este enlace).

## Ciudades de la provincia
- Altino
- Archi
- Ari
- Arielli
- Atessa
- Bomba
- Borrello
- Bucchianico
- Canosa Sannita
- Carpineto Sinello
- Carunchio
- Casacanditella
- Casalanguida
- Casalbordino
- Casalincontrada
- Casoli
- Castel Frentano
- Castelguidone
- Castiglione Messer Marino
- Celenza sul Trigno
- Civitaluparella
- Civitella Messer Raimondo
- Colledimacine
- Colledimezzo
- Crecchio
- Cupello
- Dogliola
- Fallo
- Fara Filiorum Petri
- Fara San Martino
- Filetto
- Fossacesia
- Fraine
- Francavilla al Mare
- Fresagrandinaria
- Frisa
- Furci
- Gamberale
- Gessopalena
- Gissi
- Giuliano Teatino
- Guardiagrele
- Guilmi
- Lama dei Peligni
- Lanciano
- Lentella
- Lettopalena
- Liscia
- Miglianico
- Montazzoli
- Montebello sul Sangro
- Monteferrante
- Montelapiano
- Montenerodomo
- Monteodorisio
- Mozzagrogna
- Orsogna
- Ortona
- Paglieta
- Palena
- Palmoli
- Palombaro
- Pennadomo
- Pennapiedimonte
- Perano
- Pietraferrazzana
- Pizzoferrato
- Poggiofiorito
- Pollutri
- Pretoro
- Quadri
- Rapino
- Ripa Teatina
- Rocca San Giovanni
- Roccamontepiano
- Roccascalegna
- Roccaspinalveti
- Roio del Sangro
- Rosello
- San Buono
- San Giovanni Lipioni
- San Giovanni Teatino
- San Martino sulla Marrucina
- San Salvo
- San Vito Chietino
- Santa Maria Imbaro
- Sant'Eusanio del Sangro
- Scerni
- Schiavi di Abruzzo
- Taranta Peligna
- Tollo
- Torino di Sangro
- Tornareccio
- Torrebruna
- Torrevecchia Teatina
- Torricella Peligna
- Treglio
- Tufillo
- Vacri
- Vasto
- Villa Santa Maria
- Villalfonsina
- Villamagna